# Adenes (geslacht)
Adenes is een geslacht van rechtvleugeligen uit de familie sabelsprinkhanen (Tettigoniidae). De wetenschappelijke naam van dit geslacht is voor het eerst geldig gepubliceerd in 1891 door Karsch.

## Soorten
Het geslacht Adenes omvat de volgende soorten:
- Adenes albifrons Brunner von Wattenwyl, 1895
- Adenes gravidus Karsch, 1891
- Adenes obesus Karsch, 1891